# AmeriCares
AmeriCares — международная некоммерческая организация, занимающаяся ликвидацией последствий стихийных бедствий, организацией гуманитарной помощи, реагированием на чрезвычайные медицинские потребности и поддержанием долгосрочных инициатив в здравоохранении для людей во всём мире. Основана в 1982 году Робертом Маколеем (англ. Robert Macauley), базируется в Стэмфорде, Коннектикут, США с представительствами в Коломбо (Шри-Ланка), Порт-о-Пренс (Гаити), Сендай (Япония) и Мумбаи (Индия).
С момента своего основания в 1982 году, AmeriCares поставила лекарственных средств, медицинских принадлежностей и гуманитарной помощи в 164 стран мира в ответ на стихийные бедствия, гражданские конфликты и нехватку в бедных районах на сумму более 10 миллиардов долларов.

## История
4 апреля 1975 года американский грузовой самолёт с 243 вьетнамскими сиротами на борту рухнул в джунгли за пределами Tan Son Nhut. Треть детей погибли, оставшиеся в живых дети, многие тяжело раненные, ждали спасения. Правительство Соединенных Штатов объявило, что у него в наличии не будет ресурсов для спасения детей, как минимум, в течение 10 дней. Когда Роберт Маколей узнал о ситуации, он с женой Лейлой заложил дом для аренды Боинга 747 (необходимо было $10 000 первоначального взноса и $241 000 впоследствии) и отправился спасать детей-сирот. В течение 48 часов дети благополучно прибыли в Калифорнию.
В 1981 году, услышав о спасательной миссии, Папа Римский Иоанн Павел II попросил Маколея помочь в сборе средств, которые обеспечили бы лекарствами людей, страдающих в условиях военного положения в Польше. В марте 1982 года начались первые воздушные доставки лекарств в Польшу — так родилась AmeriCares.
Маколей занимал пост генерального директора AmeriCares с 1982 по 2002 годы, и был председателем правления вплоть до своей смерти в 2010 году.
На 2013 год AmeriCares работает с всемирной сетью более чем 3000 больниц, клиник, и программ в области здравоохранения, которые работают в партнёрстве с донорами, фармацевтическими компаниями и производителями медицинского оборудования для доставки гуманитарной помощи и медикаментов по всему миру.

## Финансовое положение
Журнал Forbes разместил AmeriCares на 18-м месте в списке 50 крупнейших благотворительных организаций США в 2013 году с показателями эффективности фандрайзинга 98 % и общей выручкой 526 млн долларов.
Авторитетная организация Charity Navigator присвоила AmeriCares наивысший рейтинг 4 звезды в 2013 финансовом году (финансовая оценка 60.41 балла, подотчётность и прозрачность 67.00 баллов, общая оценка 62.89 из 70 возможных), указав эффективность в 98,2%, и доход в 621 850 823 долл. США.

## Ключевые персоналии
С. Дин Магларис (англ. C. Dean Maglaris; председатель Совета), Алма Джейн (Лейла) Маколей (англ. Alma Jane (Leila) Macauley; соучредитель и вице-председатель Фонда), Джерри Лиэймон (англ. Jerry Leamon; вице-председатель, бывший управляющий директор).